# Popularna glasba
Ta članek govori o popularni glasbi v različnih zvrsteh. Za pop glasbeno zvrst glej članek Pop glasba.
Popularna glasba v širšem pomenu zajema vse oblike zabavne glasbe, tj. popevke, plesna glasba, muzikal, opereta, country, folk in delno rock; v ožjem pomenu govorimo o pop glasbi.

 
Beseda popularna je latinskega izvora in pomeni ljudsko. Označuje nekaj, kar je poljudno, priljubljeno, lahko umljivo, znano in razširjeno. V glasbi je skupen izraz za množično modo, ki jo podpirajo javna občila in zabavna industrija. 